# 嘉義県
嘉義県（ジアイー/かぎ-けん）は、台湾省南部の県。台湾語ではKa-gīと発音される。県政府所在地は太保市。

## 地理
中は嘉義市、南東部は高雄市、南部は台南市、北部は雲林県、北東部は南投県とそれぞれ接しており、県内を北回帰線が通過している。かつては平埔族の一つであるホアニア族が居住する地域であるが、現在は台湾原住民の鄒族が多く居住している。
なお、嘉義県の位置については、「台湾の行政区分」にある地図を参照。

### 行政区画
| 区分 | 数 | 名称 |
| ---- | -- | --- |
| 市   | 2  | 太保市（県庁所在地） \| 朴子市（県議会所在地） |
| 鎮   | 2  | 布袋鎮 \| 大林鎮 |
| 郷   | 14 | 民雄郷（県内最大都市） \| 渓口郷 \| 六脚郷 \| 東石郷 \| 義竹郷 \| 鹿草郷 \| 水上郷 \| 中埔郷 \| 竹崎郷 \| 梅山郷 \| 番路郷 \| 大埔郷 \| 新港郷 \| 阿里山郷 |

## 歴史

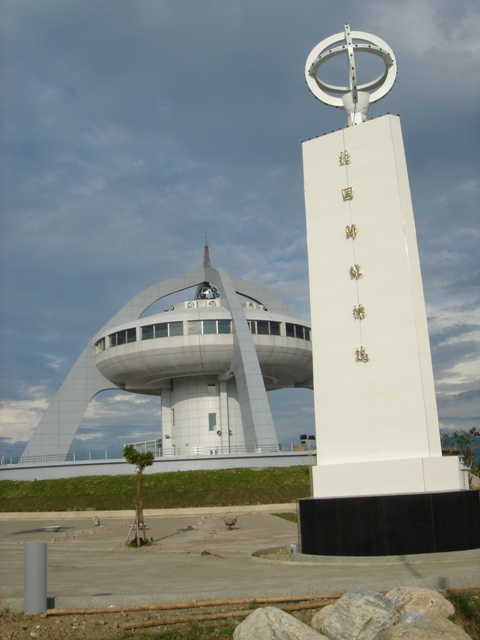
県内にある嘉義北回帰線標誌

- 昔の諸羅県になる県。

### 変遷
- 1945年 - 中華民国政府が台湾を接収し、台南州が台南県に改称。
- 1948年 - 布袋郷は郷より鎮に昇格。布袋郷が布袋鎮に改称。
- 1950年 - 行政区域調整が実施され、台南県は台南、嘉義、雲林の3県に分割された。嘉義市の6区を4鎮2郷に統合（4鎮2郷）と台南県嘉義区（1鎮9郷）・台南県東石区（2鎮4郷）が合併し、区制が廃止され、嘉義県を設置。嘉義県は7鎮15郷を管轄するようになり、県庁も新北鎮に移された。
  - 新東区が新東鎮に改称。
  - 新西区が新西鎮に改称。
  - 新南区が新南鎮に改称。
  - 新北区が新北鎮に改称。
  - 水上区が水上郷に改称。
  - 太保区が太保郷に改称。
- 1951年 - 新東鎮・新西鎮・新南鎮・新北鎮が合併し、嘉義市を設置し、県轄市となる。嘉義県庁の所在地である。7鎮15郷を1市3鎮15郷に統合。
- 1982年 - 嘉義市が県轄市から省轄市（現在の市）に昇格し、県から離脱。
- 1989年 - 呉鳳郷は阿里山郷に改称。
- 1991年 - 太保郷は県庁の移転に伴い県轄市に昇格し、太保市に改称。3鎮15郷を1市3鎮14郷に統合。
- 1992年 - 朴子鎮は県議会の移転に伴い県轄市に昇格し、朴子市に改称。1市3鎮14郷を2市2鎮14郷に統合。

## 政治

### 行政

#### 県長
歴代県長

## 経済

### 農業
農業県であり県内では高山茶とコーヒーのほか、柿、梨、グアバ、愛玉子、ライチ（茘枝）、龍眼など果実の栽培が盛んである。
県産パイナップルは主に中国へ輸出されていたが、2021年、中国は害虫の発生を理由に輸入を禁止。輸送費などに相当する補助金を政府から得て、日本などへの輸出に切り替えている。

### 工業
- 頭橋工業区
- 民雄工業区
- 嘉太工業区
- 中洋工業区
- 朴子工業区
- 梅山工業区
- 馬稠後産業園区
- 大埔美精密機械園区

### 金融機関
- 嘉義市第三信用合作社中埔支店
- 京城商業銀行民雄支店
- 台湾土地銀行民雄支店
- 台湾中小企業銀行證券商民雄支店
- 台湾中小企業銀行民雄支店
- 台中商業銀行民雄支店
- 京城商業銀行水上支店
- 京城商業銀行中埔支店
- 台湾銀行太保支店
- 京城商業銀行太保支店
- 京城商業銀行大林支店
- 京城商業銀行竹崎支店
- 京城商業銀行梅山支店
- 京城商業銀行朴子支店
- 第一商業銀行朴子支店
- 玉山商業銀行朴子支店
- 華南商業銀行朴子支店
- 合作金庫商業銀行朴子支店
- 合作金庫商業銀行北朴子支店
- 台湾銀行朴子簡易型支店

## 教育

### 大学
国立
- 国立中正大学
- 国立嘉義大学民雄キャンパス

私立
- 南華大学
- 長庚科技大学嘉義キャンパス
- 呉鳳科技大学
- 大同技術学院太保キャンパス
- 崇仁医護管理専科学校大林キャンパス（本部）

### 高等学校
高級中学・高級職業学校は日本の高等学校に相当する。
- 国立東石高級中学
- 国立新港藝術高級中学
- 嘉義県立竹崎高級中学
- 嘉義県立永慶高級中学
- 私立協同高級中学
- 私立同濟高級中学
- 国立民雄高級農工職業学校
- 私立協志高級工商職業学校
- 私立萬能高級工商職業学校
- 私立弘德高級工商職業学校
- 国立嘉科実験高級中等学校

### 中学校
国民中学は日本の中学校に相当する。

### 小学校
国民小学は日本の小学校に相当する。

## 交通

### 空港
嘉義空港（かぎくうこう、英語:Chaiyi Airport ）から、(日本静岡県静岡空港からのチャーター便がある、台湾馬公、金門への定期便が就航している。)

### 鉄道
西部幹線縦貫線によって台湾西部の主要都市と連絡されているほか、観光鉄道として著名な阿里山森林鉄道が県内を通っている。
縦貫線の駅
- 水上駅 (嘉義県)
- 南靖駅 (嘉義県)
- 民雄駅 (嘉義県)（中心となる駅）
- 大林駅 (嘉義県)

台湾高速鉄道の駅
- 嘉義駅 (台湾高速鉄道)

台湾版の新幹線である、台湾高速鉄道の開通により、嘉義から台北までは約1.5時間、高雄までは約30分で連絡されるようになった。

### バス

嘉義BRT

- 嘉義BRT（バス・ラピッド・トランジット）
- 嘉義客運
- 嘉義県公共汽車管理処
- 阿里山客運（中国語版）
- 新営客運（中国語版）
- 国光客運
- 統聯客運
- 台西客運（中国語版）
- 員林客運（中国語版）

### 道路
高速道路1号、第二高速公路の2本の高速道路で台湾西部の主要都市と連絡されている。

## 観光

### 観光スポット

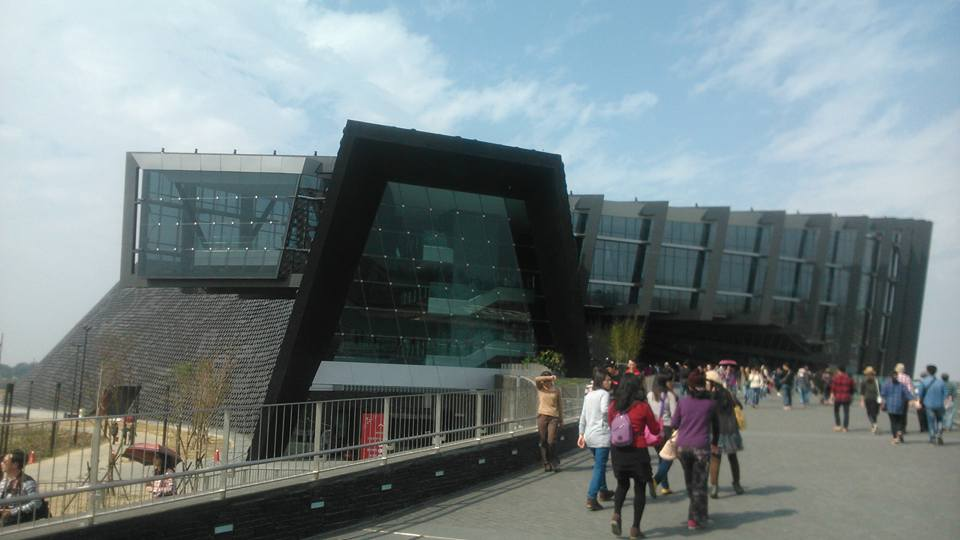
嘉義アジア芸術文化博物館

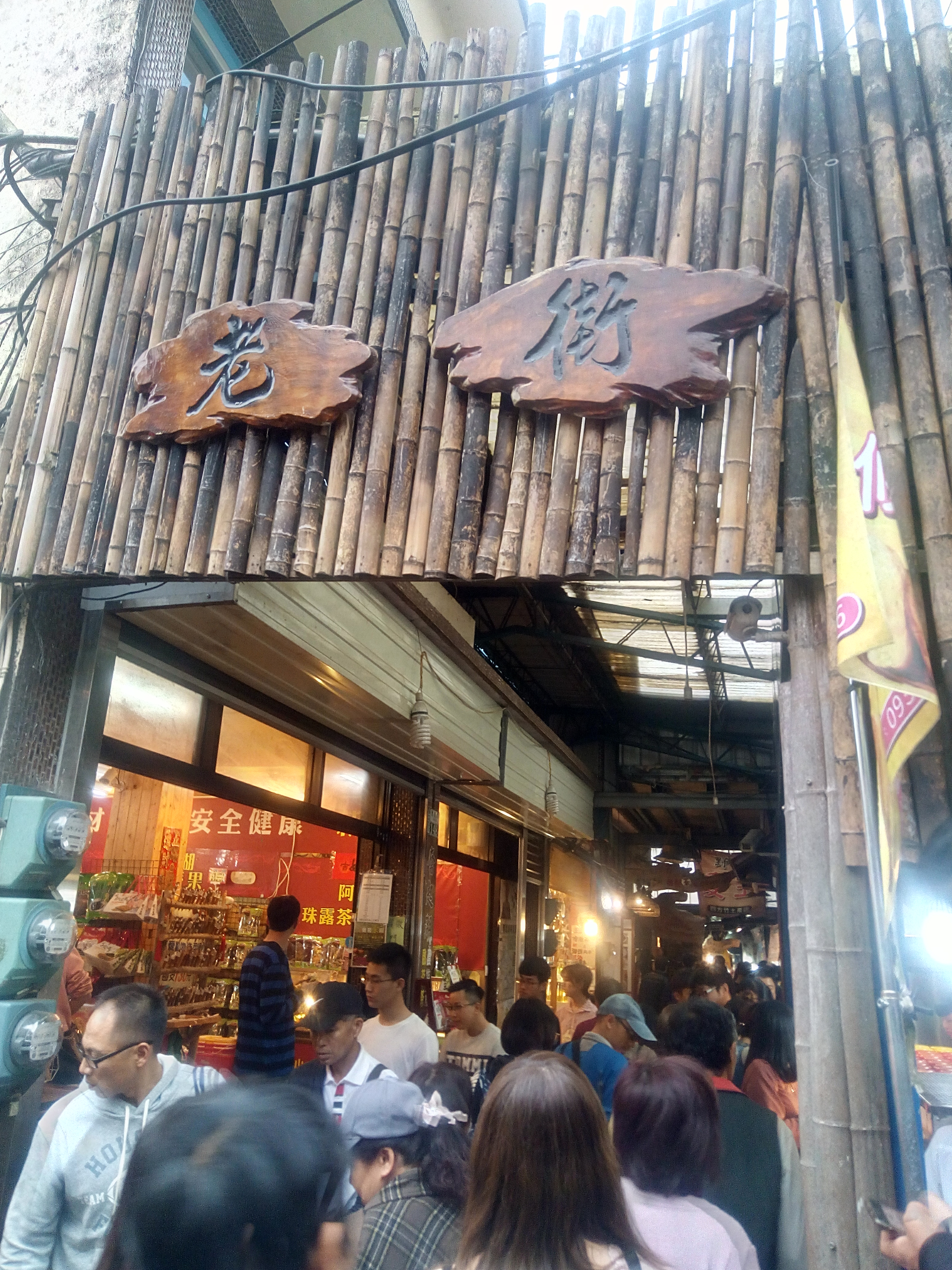
奮起湖の老街

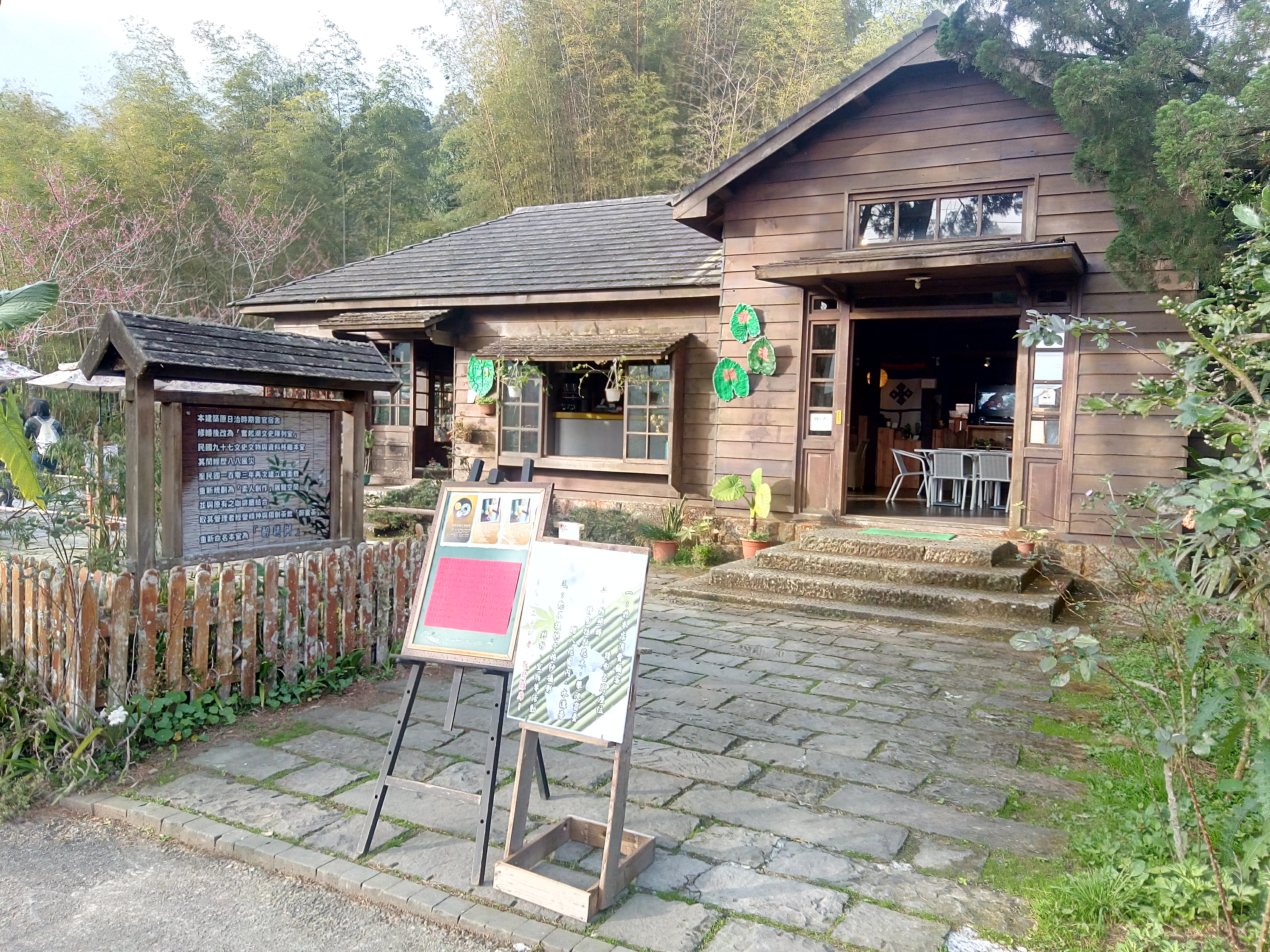
酔迷糊カフェ(奮起湖にある元日本統治時代の警察官寮)

- 阿里山国家森林遊楽区（中国語版）（阿里山森林レジャーエリア）
- 嘉義アジア芸術文化博物館
- 奮起湖（中国語版）老街
- 国家広播文物館（中国語版）（中央広播電台民雄分台） - 1937年（昭和12年）に設立されたラジオ局の分室。戦前及び第二次世界大戦中は、主に日本軍が南進政策や大東亜共栄圏の政治宣伝工作のために使用した。戦後は中国国民党が接収し、大陸反攻の宣伝に使用。現在も敷地内に当時の建物がそのまま残されており、放送文物館として開放されている。
- 北回帰線天文広場内にある嘉義北回帰線標誌と北回帰線太陽館

## 文化･名物

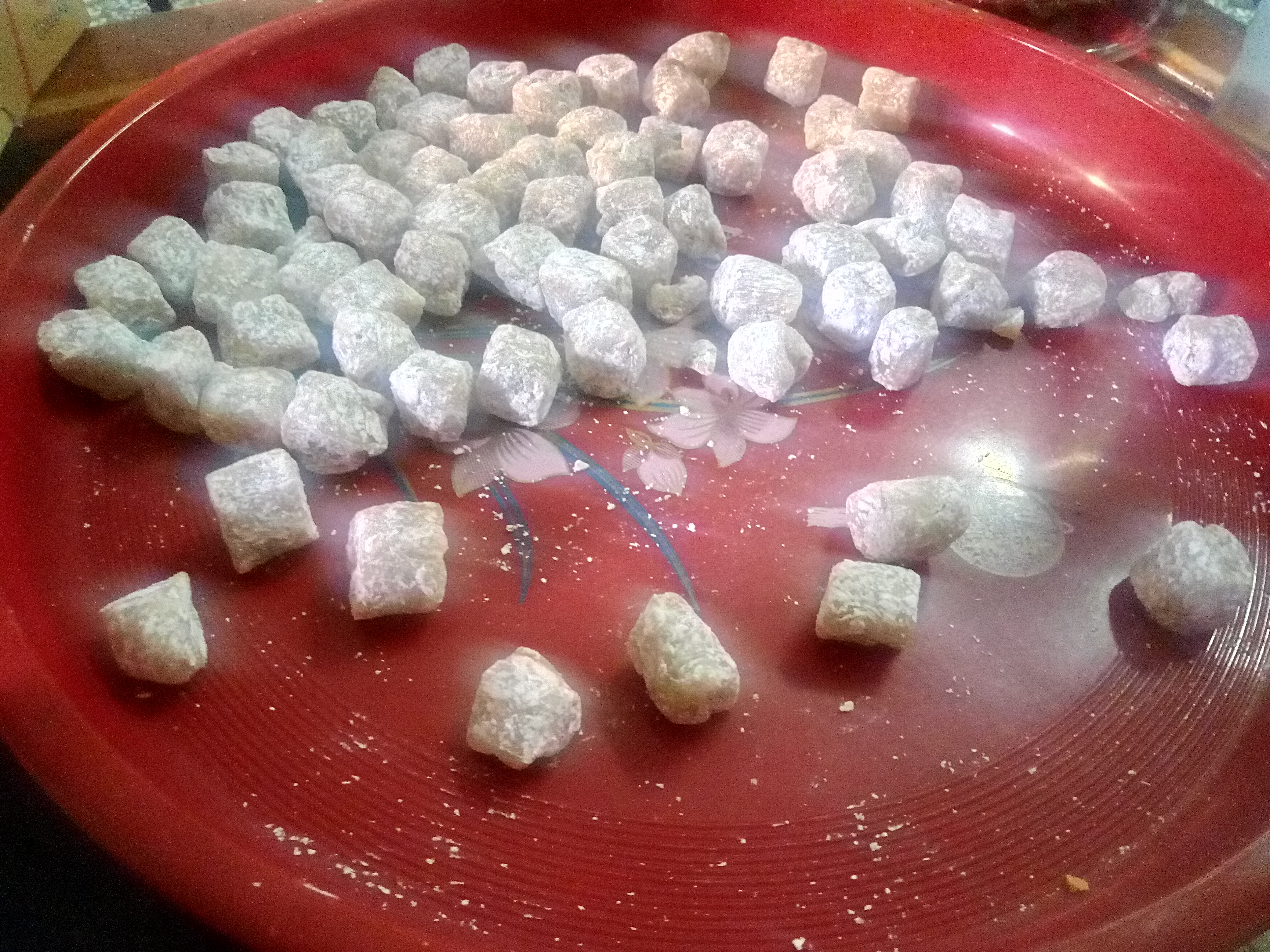
新港飴

- 民雄のパイナップルと鳳梨酥（パイナップルケーキ)、鵝肉、民雄の肉まん
- 中埔の松茸、栗（黄金板栗）
- 番路の柿餅
- 奮起湖弁当（奮起湖駅駅弁）
- 阿里山の高山茶、瑪翡コーヒー、ワサビ、薤、竹筒飯
- 六脚の蒜餅
- 布袋、東石の牡蠣（カキ (貝)）
- 新港の新港飴(新港飴（中国語[台湾]）)-台湾菓子、新港風カモスープ(鴨肉羹)、嘉義焼
- 鹿草の田鼠肉（畑鼠肉）
- 義竹魚卷
- 渓口の鳥子餅
- 竹崎の龍眼

## 出身･関連著名人
- 涂醒哲（政治家・嘉義市長）
- 伍佰（ロック歌手）
- シルヴィア・チャン（女優・映画監督）
- ブリジット・リン （繁体字: 林青霞）：女優。
- 安藤百福（実業家・チキンラーメンの開発者）
- 工藤直子（詩人・童話作家）
- 張文環（小説家・文芸誌編集者）
- 石志偉（プロ野球選手）
- 李来発（プロ野球選手）
- 張俊雄（政治家）
- 陳明文（政治家）
- 蔡同栄（政治家）
- 鄭弘儀（司会者・作家）
- 林斯諺（推理作家）
- 劉振忠（カトリック教会大司教）
- 王文志（芸術家）
- 侯友宜（警察官僚、政治家）
- 江婉綺（ソフトテニス選手　アジア競技大会シングルス金メダル）

### その他
- 森川清治郎 - 元東石郷副瀬村警察官。死後に義愛公（土地神）として祀られている。
- 大久保麻梨子 - 2014年嘉義県文化観光局観光キャンペーンCMイメージキャラクター